# Asociación para el Estudio de la Etnicidad y el Nacionalismo
La Association for the Study of Ethnicity and Nationalism o Asociación para el Estudio de la Etnicidad y el Nacionalismo (ASEN, por sus siglas en inglés) es una asociación internacional e interdisciplinaria de académicos, investigadores, estudiantes, periodistas y otras personas directamente interesadas en avanzar en el estudio de la etnicidad y el nacionalismo. Fue fundada por académicos y estudiantes en 1990 en el London School of Economics, donde se encuentra su sede. 
Los objetivos de la ASEN consisten en establecer una red internacional e interdisciplinaria de académicos interesados en la etnicidad y el nacionalismo; estimular el debate sobre la etnicidad y el nacionalismo por medio de la organización de seminarios, congresos y conferencias; difundir información sobre actividades académicas relativas a la etnicidad y el nacionalismo; y publicar investigaciones sobre etnicidad y nacionalismo en sus revistas Nations and Nationalism y Studies in Ethnicity and Nationalism.

## Administración
La ASEN es administrada por estudiantes de posgrado de la London School of Economics a través de un Comité ejecutivo y varios subcomités, con el apoyo de un profesor que funge como presidente. Anthony D. Smith ha sido presidente de la Asociación desde su fundación y los actuales vicepresidentes son John Breuilly, James Mayall y John Hutchinson. La Asociación también cuenta con un Consejo Consultivo, el cual se compone de más de veinte expertos en etnicidad y nacionalismo de todo el mundo.

## Publicaciones
La Asociación publica dos revistas: Nations and Nationalism, una de las más citadas en el campo, y Studies in Ethnicity and Nationalism (anteriormente, The ASEN Bulletin), que publican investigaciones de jóvenes investigadores, profesores junior, investigadores posdoctorales y estudiantes de posgrado.
El primer número de Nations and Nationalism fue publicado en marzo de 1995. En la editorial de este número, Anthony D. Smith, Obi Igwara, Athena Leoussi y Terry Mulhall describieron la necesidad de una revista dedicada al estudio de las naciones y el nacionalismo e identificaron los tres objetivos básicos de la revista como: "(1) ser el vehículo de nuevas investigación, teóricas y empíricas, y actuar como un foro para el intercambio de visiones en el campo; (2) identificar y desarrollar un tema/área separada como un campo de estudio por derecho propio y reunir el cuerpo de académicos en el campo; [y] (3) llamar la atención de la amplia comunidad académica y el público sobre la necesidad de tratar el tema-área como un campo bien definido de estudio interdisciplinario, que requiere la colaboración de académicos de distintos antecedentes intelectuales.."
Nations and Nationalism ha sido seleccionada para ser indexada en la Current Contents: Social & Behavioral Sciences Index y en el Social Sciences Citation Index, pero el factor de impacto todavía no ha sido anunciado.